# Vegas del Genil
Vegas del Genil ist eine Gemeinde in der Provinz Granada im Südosten Spaniens mit 12.325 Einwohnern (Stand: 2024). Die Gemeinde liegt in der Vega de Granada, nahe der Stadt Granada.

## Geografie
Vegas del Genil ist eine verstreute Gemeinde, die aus den Ortschaften Purchil (Hauptstadt), Ambroz und Belicena besteht. Sie wird von dem Fluss Genil und seinem Nebenfluss Dílar durchquert. Sie grenzt an die Gemeinden Churriana de la Vega, Cúllar Vega, Las Gabias, Granada und Santa Fe.

## Partnerstädte
- Ouagadou, Mali